# Opération Chrome Dome

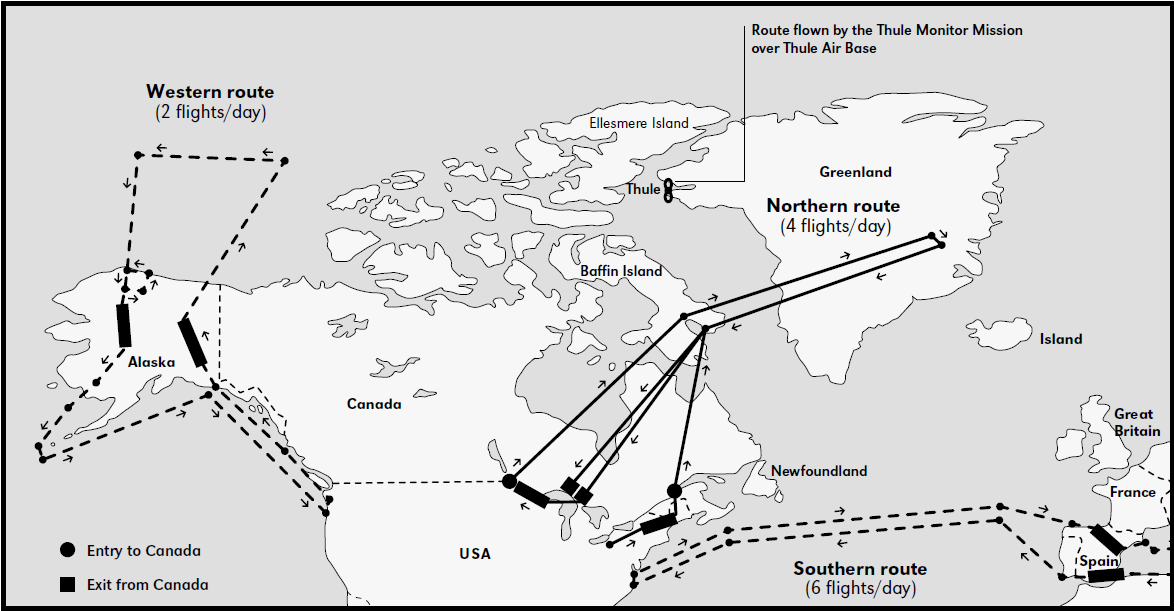
Vols dans le cadre de l'opération Chrome Dome en 1966.

L’opération Chrome Dome est un programme militaire de l'United States Air Force pendant la guerre froide, lancé par le président des États-Unis Lyndon B. Johnson et conçu par le général Thomas S. Power.
Il implique des Boeing B-52 Stratofortress du Strategic Air Command en vol, armés d'armes thermonucléaires, assignés à des objectifs en URSS en cas de déclenchement de la Troisième Guerre mondiale.

## Historique
En 1960, le Strategic Air Command (SAC) de l'USAF commence l'opération Chrome Dome, un programme d'alerte en vol de la guerre froide conçu par le général Thomas S. Power qui fait voler des B-52 Stratofortress équipés d'armes nucléaires près des frontières de l'Union soviétique. Les vols sont programmés de façon que douze bombardiers soient en l'air à tout moment,, avec des missions de 20 à 23 heures au-dessus du cercle Arctique et de la mer Méditerranée. Ces bombardiers donnent au SAC des capacités offensives dans le cas d'une première frappe soviétique, et fournit une force de dissuasion nucléaire significative de la guerre froide. L'U.R.S.S. ayant acquis la possibilité de transporter des bombes nucléaires  sur une longue distance avec leur Tupolev Tu-4 en 1947 avec des clones de Boeing B-29 Superfortress conçus par rétro-ingénierie; 4 avions qui avaient du effectuer des atterrissages d'urgence après avoir bombardé le Japon. Les soviétiques avaient également réussi le premier test nucléaire en 1949 avec un TU-4; ils avaient donc une capacité nucléaire à ce moment-là.
Démarrée initialement en 1958 sous le nom de code Head Start puis Round Robin, l'opération Chrome Dome a commencé en 1962. Elle connut un accident en janvier 1966 au large des côtes méditerranéennes espagnoles, avec la destruction d'un bombardier et d'un avion ravitailleur entraînant la mort de neuf membres d'équipage et la destruction de deux des quatre bombes H transportées.
Elle a pris fin le 22 janvier 1968, à la suite d'un second accident au-dessus de Thulé au nord-ouest du Groenland, avec la destruction d'un bombardier à la suite d'un incendie, tuant un des sept membres d'équipage et la destruction des bombes H transportées.
Lors de ces deux accidents, il n'y eut pas eu d'explosion nucléaire mais de la dispersion de matières radioactives.